# Georg Haus
Pour les articles homonymes, voir Haus.
Georg Haus (16 septembre 1895 à Nuremberg - 16 avril 1945 à Pillau) est un Generalleutnant allemand qui a servi au sein de la Heer dans la Wehrmacht pendant la Seconde Guerre mondiale.
Il a été récipiendaire de la Croix de chevalier de la Croix de fer. Cette décoration est attribuée pour récompenser un acte d'une extrême bravoure sur le champ de bataille ou un commandement militaire avec succès.

## Biographie
Georg Haus s'engage dans l'armée au milieu de l'année 1914, sert dans le 1er régiment d'infanterie royal bavarois (de) et participe avec ce régiment à la Première Guerre mondiale sur le front occidental en tant qu'officier avec le grade de lieutenant. 
Paul Betz est tué le 16 avril 1945 près de Pillau en province de Prusse-Orientale durant l'Offensive de Sambie (en). Il est promu Generalleutnant à titre posthume.

## Décorations
- Croix de fer (1914)
  - 2e Classe
  - 1re Classe
- Croix d'honneur pour combattants 1914-1918
- Agrafe de la Croix de fer (1939)
  - 2e Classe
  - 1re Classe
- Insigne des blessés (1939)
  - en Noir
  - en Argent
- Médaille du Front de l'Est
- Agrafe de la liste d'honneur (17 septembre 1943)
- Croix allemande en Or (26 décembre 1941)
- Croix de chevalier de la Croix de fer
  - Croix de chevalier le 12 février 1944 en tant que Oberst et commandant du Grenadier-Regiment 55[1]